# Angolaströmmen
Angolaströmmen är en varm, södergående havsström i sydöstra Atlanten. Strömmen löper strax under ytan längs Angolas kust och bildar den östra delen av en begränsad havsvirvel i Guineabukten, där det översta skiktet ned till 100 m är starkt påverkat av den ekvatoriella motströmmen och sydvändande vatten från Benguelaströmmen. Djupare lager matas i större utsträckning med vatten från norr om ekvatorn. Havsområdets ytvatten har en salinitet på 35,5 psu, vilket är lägre än omgivande vatten (35,8-36 psu). Detta beror på Kongoflodens utlopp vid omkring 5°S.
Strömmens djup är 250-300 m och den når i närheten av kusten hastigheter på upp till 0,5 m/s.. Den är smal och stabil, och täcker både kontinentalsockeln och kontinentalsluttningen.
Vid omkring 16°S avlänkas Angolaströmmen västerut när den sammanstöter med den kalla, norrgående Benguelaströmmen. Där de bägge strömmarna sammanflyter uppstår den s.k. Angola-Benguelafronten, som fungerar som en spärr mot transport av ytvatten, på samma sätt som Walvisryggen gör för djupvatten. Fronten markerar gränsen mellan det varma och näringsfattiga vattnet från de tropiska ekosystemen i norr och ekosystemen i söder, som är baserade på uppvällning av kallt, näringsrikt vatten.
Frontens läge varierar långsamt, med mätbara skillnader efter några år upp till något decennium. Förflyttningen har stor betydelse för det regionala ekosystemet, eftersom temperaturskillnaden mellan Angolaströmmen och Benguelaströmmen är så pass stor.